# Donduk Kuular
Donduk Kuular, tuvinsky Куулар Дондук Дажы оглу Kuular Donduk Dažy oglu (1888–1932) byl tuvinský buddhistický mnich, politik a premiér Tuvinské aratské republiky .

## Život
Pocházel z rodiny zámožného arata a narodil se v Šemi v tehdejším vazalském státě říše Čching, Tannu Urjanchaji (dnešní Tuvě, Dzun-Chemčikský chošún), který se stal formálně nezávislý po rozpadu říše roku 1911. Jako mladý byl vyslán do buddhistického kláštera v Urze (Ulánbátaru) a Ustüü-Chüree (dosáhl titulu geše a v Ustüü-Chüree patřil mezi vedoucí lámy). Podporoval roku 1921 Ruskem podporované vyhlášení nezávislé Lidové republiky Tannu Tuva. Následně vstoupil do komunistické Tuvinské lidové revoluční strany.
Donduk se po ustanovení Malého churalu (na druhém Velkém churalu roku 1924) stal prvním předsedou prezidia, poté byl roku 1925 zvolen premiérem (předsedou sovětu ministrů) Tannu Tuvy. Byl si vědom zranitelnosti tuvinského mladého národa a snažil se navázat vztahy s Mongolskou lidovou republikou (která si na území Tuvy dělala nároky, naopak Mongolsko bylo roku 1926 druhým státem, který uznal samostatnou Tuvu). Jeho klášterní pozadí a teokratické sklony mu umožnily se vnitrostátně spoléhat na místní lámy, jejichž zájmy se snažil využít navzdory rostoucímu Stalinově podráždění. V roce 1926 prohlásil buddhismus za státní náboženství Tannu Tuvy, která byla v listopadu přejmenováno na Tuvinskou lidovou (aratskou) republiku.
Stalin shledal Dondukovy separatistické a teokratické tendence odporující komunistickým principům ateismu a internacionalismu. V roce 1929 propukl puč, Donduk byl zatčen. Mezitím bylo pět tuvinských absolventů Komunistické univerzity pracujících východu jmenováno mimořádnými komisaři pro Tuvu. Jejich loajalita ke Stalinovi zajistila, že budou provádět reformy, jako byla kolektivizace, které Donduk ignoroval. Další významnou figurou ve směřování Tuvy se po Dondukovi stal jeden z komisařů Salčak Toka, který byl roku 1932 zvolen za generálního tajemníka Tuvinské lidové revoluční strany a Donduk byl téhož roku popraven (spolu s Bujan-Badyrgym).